# When the Last Sword Is Drawn
When the Last Sword Is Drawn (壬生義士伝 Mibu Gishi Den?) es una película japonesa de 2002 dirigida por Yōjirō Takita levemente basada en hechos históricos reales. When the Last Sword Is Drawn ganó el premio a la Mejor Película en los Premios de la Academia Japonesa de 2004, además de los premios a Mejor Actor (Kiichi Nakai) y Mejor Actor de Reparto (Kōichi Satō). Recibió otras ocho nominaciones.

## Sinopsis
La película cuenta la historia de dos samuráis Shinsengumi. Uno de ellos es Saitō Hajime (interpretado por Kōichi Satō), un cruel asesino, y el otro es Yoshimura Kanichiro (interpretado por Kiichi Nakai), quien parece ser un espadachín avaricioso y sentimental de una zona conocida como Morioka. La historia principal está ambientada en la caída del shogunato Tokugawa, pero está contada a través de flashbacks de los dos personajes. Entre los temas que se tratan en la película se encuentra el conflicto de lealtad entre el clan, el señor y la familia.
Más que una película de peleas de espadas, es la historia de un hombre dispuesto a hacer cualquier cosa por el bien de su familia, aunque eso signifique no volver a verlos.

## Reparto
- Kiichi Nakai — Yoshimura Kanichiro
- Kōichi Satō — Saitō Hajime
- Yui Natsukawa — Shizu/Mitsu
- Takehiro Murata — Ono Chiaki
- Miki Nakatani — Nui
- Yuji Miyake — Ohno Jiroemon
- Eugene Nomura —  Hijikata Toshizo
- Masato Sakai — Okita Soji
- Atsushi Itō — Young Chiaki Ono